# Ołeksandr Małynowski
Ołeksandr Iwan Małynowski, także jako Małynowśkyj, ukr. Олександр Іван Малиновський (ur. 12 stycznia 1888 w 
Żukowie, zm. 18 listopada 1957 w Bradford) – greckokatolicki duszpasterz archidiecezji lwowskiej o orientacji narodowo-ukraińskiej, wicerektor Greckokatolickiego Seminarium Duchownego we Lwowie, Administrator Apostolski Łemkowszczyzny (od 5 lutego 1941 do września 1945) z siedzibą w Sanoku (cerkiew pw. Zesłania Ducha Świętego w Sanoku), Krynicy i Wróbliku Szlacheckim, kapitan armii ukraińskiej do 1919. 

## Życiorys
Święcenia kapłańskie przyjął w 1925 roku. Do 1939 był wicerektorem Greckokatolickiego Seminarium Duchownego we Lwowie.
Po wybuchu II wojny światowej i zajęciu Lwowa przez Sowietów przeniósł się do niemieckiej strefy okupacyjnej. W okresie okupacji niemieckiej ziem polskich uchodził za zdecydowanego zwolennika ukrainizacji Łemkowszczyzny, cieszył się poparciem okupacyjnych władz niemieckich. Od 10 czerwca 1940 był wikariuszem generalnym AAŁ w Sanoku. Pod naciskiem kierowanego przez Wołodymyra Kubijowicza Ukraińskiego Komitetu Centralnego (UCK) w Krakowie został 5 lutego 1941 przez nuncjusza apostolskiego w Berlinie Cesare Orsenigo mianowany administratorem apostolskim Łemkowszczyzny). Obowiązki administratora przejął po ustępującym w styczniu 1941 ks. J. Medweckim. Działania Małynowskiego prowadziły w głównej mierze do ukrainizacji struktur administracji poprzez usuwanie z diecezji księży sprzyjających w okresie międzywojennym orientacji staroruskiej, wprowadzeniu rozporządzeń i stosowaniu w pracach ordynariatu języka ukraińskiego oraz utrzymywaniu jak najlepszych relacji z władzami niemieckimi. W 1940 wystosował petycję do okupacyjnych władz niemieckich o odebranie rzymskim katolikom kościoła parafialnego w Sanoku pw. Przemienienia Pańskiego i przekazania go grekokatolikom. 
Na początku 1944 przeniósł ordynariat z Sanoka do Krynicy. Dzięki niemu Krynica stała się w okresie okupacji Polski ważnym ośrodkiem ukraińskiego życia narodowego. 26 lutego 1945 Małynowski podjął się ponownej konsolidacji ordynariatu AAŁ. Opuścił Krynicę i przeniósł swoją siedzibę do Wróblika Szlacheckiego. We Wróbliku nawiązał kontakty z pozostałymi księżmi pełniącymi posługę we wschodnich dekanatach AAŁ. 
20 marca 1945 Małynowski zwołał kongregację duchowieństwa AAŁ. Uczestnikami spotkania byli ks. I. Pidharbi, proboszcz z Czerteża, ks. Konstanty Polański, proboszcz z Zahutynia, ks. Iwan Cehełyk, ks. Stepan Menciński z Nowosielec, ks. wikariusz generalny S. Jadłowski, ks. Teofil Kmycikiewicz z Surowicy, ks. Zinowij Fedorowicz z Daliowej. W trakcie obrad powołani zostali nowi członkowie Rady (kapituły) AAŁ: ks. K. Polański, ks. Stepan (Stefan) Wenhrynowicz, ks. I. Cehełyk, ks. S. Jadłowski, ks. T. Kmycikiewicz. Pod koniec kwietnia 1945 Małynowski jako administrator AAŁ powrócił ponownie do Sanoka. 
19 maja 1945 został poinformowany przez sanockie UB o podjętej decyzji przesiedlenia jego oraz pozostałych księży greckokatolickich do ZSRR. W związku z tym we wrześniu 1945 Małynowski opuścił terytorium Polski przy pomocy UPA, udając się przez Czechosłowację do amerykańskiej strefy okupacyjnej w Niemczech.

## Publikacje
- Krzysztof Z. Nowakowski, Administracja Apostolska Łemkowszczyzny w latach 1939-1947, (w:) Polska - Ukraina. 1000 lat sąsiedztwa, t. 3, Przemyśl 1996
- ks. dr. Henryk Borcz. Struktury kościoła greckokatolickiego. [w:] Dekanat sanocki w latach 1944-1956. Powiat sanocki 1944-1956. str. 63 ISBN 978-83-60380-13-0